# 13 Korpus Kawalerii (ZSRR)
13 Korpus Kawalerii (ros. 13-й кавалерийский корпус) – wyższy związek taktyczny kawalerii Armii Czerwonej z okresu II wojny światowej. 
13 Korpus Kawalerii (13 KKaw.) sformowany został 20 stycznia 1942. Dowodzony był przez płk. Nikołaja Gusiewa. W czasie walk na froncie radziecko-niemieckim został otoczony i poniósł duże straty. Decyzję o rozformowaniu 13 KKaw. podjęto 15 lipca 1942.

## Dowódca korpusu
- gen. mjr Nikołaj Gusiew (20.01.1942 - 26.06.1942),
- gen. mjr Wasilij Trantin (30.06.1942 - 28.07.1942)[1].

## Struktura organizacyjna
- 25 Dywizja Kawalerii
- 80 Dywizja Kawalerii
- 87 Dywizja Kawalerii[1].